# Шольц, Фриц фон
Фриц фон Шольц (нем. Fritz von Scholz; полное имя: Фридрих Карл Макс Шольц, эдлер фон Раранце (Friedrich Max Karl Scholz Edler von Rarancze); 9 декабря 1896, Пильзень, Богемия, Австро-Венгрия — 28 июля 1944, под Нарвой, СССР) — австро-венгерский, австрийский, затем немецкий офицер, участник Первой и Второй мировых войн, группенфюрер и генерал-лейтенант войск СС, кавалер Рыцарского креста с дубовыми листьями и мечами.
Фридрих Макс Карл Шольц родился в семье австро-венгерского императорского генерал-майора артиллерии Фердинанда Шольца и его жены Каролины Шольц, в девичестве Хопфенгертнер.

## Первая мировая война
В июле 1914 года был призван по всеобщей мобилизации в армию Австро-Венгрии, в артиллерийский полк. В мае 1915 года произведён в звание лейтенанта, воевал на Русском и Итальянском фронтах. В ноябре 1917 года произведён в звание обер-лейтенанта. За время войны был награждён двумя орденами.

## Между мировыми войнами
В 1919 году демобилизован из армии. В поисках работы переехал в Германию. В 1921 году вступил в добровольческий корпус «Оберланд» (Freikorps Oberland) в Силезии, воевал против коммунистических и польских отрядов.
Проникшись идеями национал-социализма, фон Шольц вернулся в Австрию и в октябре 1932 года вступил в австрийское отделение НСДАП, участвовал в драках с активистами Коммунистической партии Австрии. Из-за преследований со стороны властей Австрии, выпустивших ордер на его арест, в конце 1933 года фон Шольц бежал в Германию. Вступил в отряды СС, в 1934 году получил звание унтерштурмфюрер. К началу Второй мировой войны фон Шольц был штурмбаннфюрером и командовал батальоном полка СС «Дер Фюрер».

## Вторая мировая война
Участвовал во Французской кампании, командиром моторизованного полка СС «Нордланд», в звании оберштурмбаннфюрер. Награждён Железными крестами обеих степеней. С января 1941 года — в звании штандартенфюрер.
С 22 июня 1941 года участвовал в германо-советской войне, участвовал в боях за Украину. С октября 1941 года — в звании оберфюрер, в ноябре 1941 года награждён Золотым немецким крестом. За бои в районе Ростова-на-Дону оберфюрер фон Шольц в январе 1942 года награждён Рыцарским крестом.
В декабре 1942 года фон Шольц произведён в звание бригадефюрер, с мая 1943 года командует формировавшейся 11-й добровольческой моторизованной дивизией СС «Нордланд» (из норвежских и датских добровольцев). Осенью 1943 года дивизия воюет против коммунистических партизан Тито в Хорватии.
С декабря 1943 года 11-я дивизия СС воюет под Ленинградом, с марта 1944 года — в районе Нарвы. В марте фон Шольц награждён Дубовыми листьями (№ 423) к Рыцарскому кресту, в апреле 1944 года произведён в звание группенфюрер и генерал-лейтенант войск СС.
27 июля 1944 года фон Шольц в боях под Нарвой был ранен осколком снаряда в голову и на следующий день умер. Посмертно награждён Мечами (№ 85) к Рыцарскому кресту с Дубовыми листьями.

## Сообщения о родстве с Олафом Шольцем
В марте 2022 года, после начала вторжения на Украину, в рунете стало распространяться утверждение о том, что канцлер ФРГ Олаф Шольц (дед которого жил в Гамбурге и работал железнодорожным служащим) является внуком Фрица Шольца (который бездетно жил в Пёрчахе-ам-Вёртерзе в Австрии). По мнению Проверено.Медиа, источником этого утверждения был Евгений Пригожин.
Однако Фриц фон Шольц и Олаф Шольц не имеют никаких родственных связей, о чём сообщили немецкие источники.